# Lauren Tamayo
Lauren Tamayo (ur. 25 października 1983 w Bethlehem) – amerykańska kolarka torowa, wicemistrzyni olimpijska z Londynu (2012).
W 2012 roku wzięła udział w igrzyskach olimpijskich w Londynie. Zdobyła srebrny medal olimpijski w wyścigu drużynowym na dochodzenie (3000 m), w którym wraz z nią wystąpiły Sarah Hammer, Dotsie Bausch i Jennie Reed.
W 2015 roku zdobyła srebrny medal igrzysk panamerykańskich w Toronto w wyścigu drużynowym. W latach 2010–2015 czterokrotnie uczestniczyła w wyścigach drużynowych w ramach mistrzostw świata w kolarstwie torowym. W zawodach tych zajęła czwarte miejsce w 2010 roku w Kopenhadze oraz piąte w 2012 roku w Melbourne, w 2014 roku w Cali i w 2015 roku w Paryżu.
W 2016 roku zakończyła sportową karierę.